# La Freixneda
|  | Per l'accepció de "bosc de freixes", vegeu freixe. |

La Freixneda és una vila i municipi de la comarca del Matarranya. Lo terme presenta dues unitats geogràfiques ben diferenciades: lo sector de llevant, format per terrenys de relleu ondulat i suau, entre els 420 i els 540 m d'altitud, i el sector de ponent, muntanyós i accidentat.
La vila de la Freixneda està situada a mitjan terme, als declivis de llevant del tossal de Santa Bàrbara. És presidida per les ruïnes del castell, del qual resten solament los basaments i les cisternes. A la fi del segle xviii lo castell disposava de claustre i torre mestra. Lo portal de fora era protegit per una porta de rastell.
Lo nucli urbà, abans emmurallat, té al centre una gran plaça a la qual s'accedeix des del portal de Xifré, l'únic que resta a la vila. La casa de la vila és un notable edifici d'estil renaixentista, amb una gran balconada de forja i gàrgoles zoomòrfiques que sobresurten de la teulada. Conserva alguns elements d'estil gòtic final.

## Història
La vila fou conquerida el 1170 per Alfons I i formà part de la vasta donació que el monarca va fer a l'orde de Calatrava.
Lo 14 de desembre de 1283, per document signat a Saragossa, el rei Pere II va concedir a la Freixneda el títol de vila.
Després de la mort de Carles de Viana, el juliol del 1462, lo comanador de la Freixneda, amb l'ajut dels veïns del lloc, atacà la vila de Calaceit, fervent partidària del príncep. Aquell mateix any les comandes de Mont-roig de Tastavins i la Freixneda combateren al costat de les forces de Joan II contra les tropes de Tortosa establertes a Cretes.
Lo 1643, durant la guerra dels Segadors, les tropes contràries a Felip IV de Castella assetjaren la vila.
Durant la guerra de Successió, l'any 1706, la vila estava en mans de l'exèrcit austriacista.
Durant la primera guerra Carlina, el general Cabrera s'apoderà de la Freixneda. A la fi del 1839, Cabrera, abans d'abandonar la Freixneda, feu enderrocar el castell i alguns edificis fortificats a fi d'evitar la seua utilització per les tropes cristines.
Lo 1911 es constituí el Centre Republicà de la Freixneda i cinc anys més tard se creà el Centre Obrer, adherit primer al Partit Socialista i esdevingut després independent. Los propietaris, per la seua banda, fundaren lo Sindicat Catòlic Agrícola, en un intent de restar força a l'agrupació obrera. Lo 1918 s'iniciaren les obres de construcció del casal de la Joventut Freixnedana. Lo 1923 lo Centre Obrer fou clausurat per ordre governativa i no es tornà a obrir fins al 1925. Lo 1929 se creà, dins lo Centre Obrer, lo grup artístic.
Lo 1931 lo Centre Obrer era controlat per la CNT i, en produir-se l'esclat llibertari del 1933, lo 8 de desembre, el seu local fou saquejat i quedà molt malmès. Lo 1936 la Freixneda romangué fidel a la República i es constituí el comitè revolucionari. Fou decretada la col·lectivització de les terres i l'abolició de la moneda estatal, que fou substituïda per una moneda local. A l'acabament de la guerra civil de 1936-39 molta gent emigrà i entre el 1939 i el 1947 se registraren moviments d'escamots guerrillers (maquis) a la contrada.

## Monuments
- Casa consistorial de la Freixneda